# チャールズ・ウェストン (第3代ポートランド伯爵)

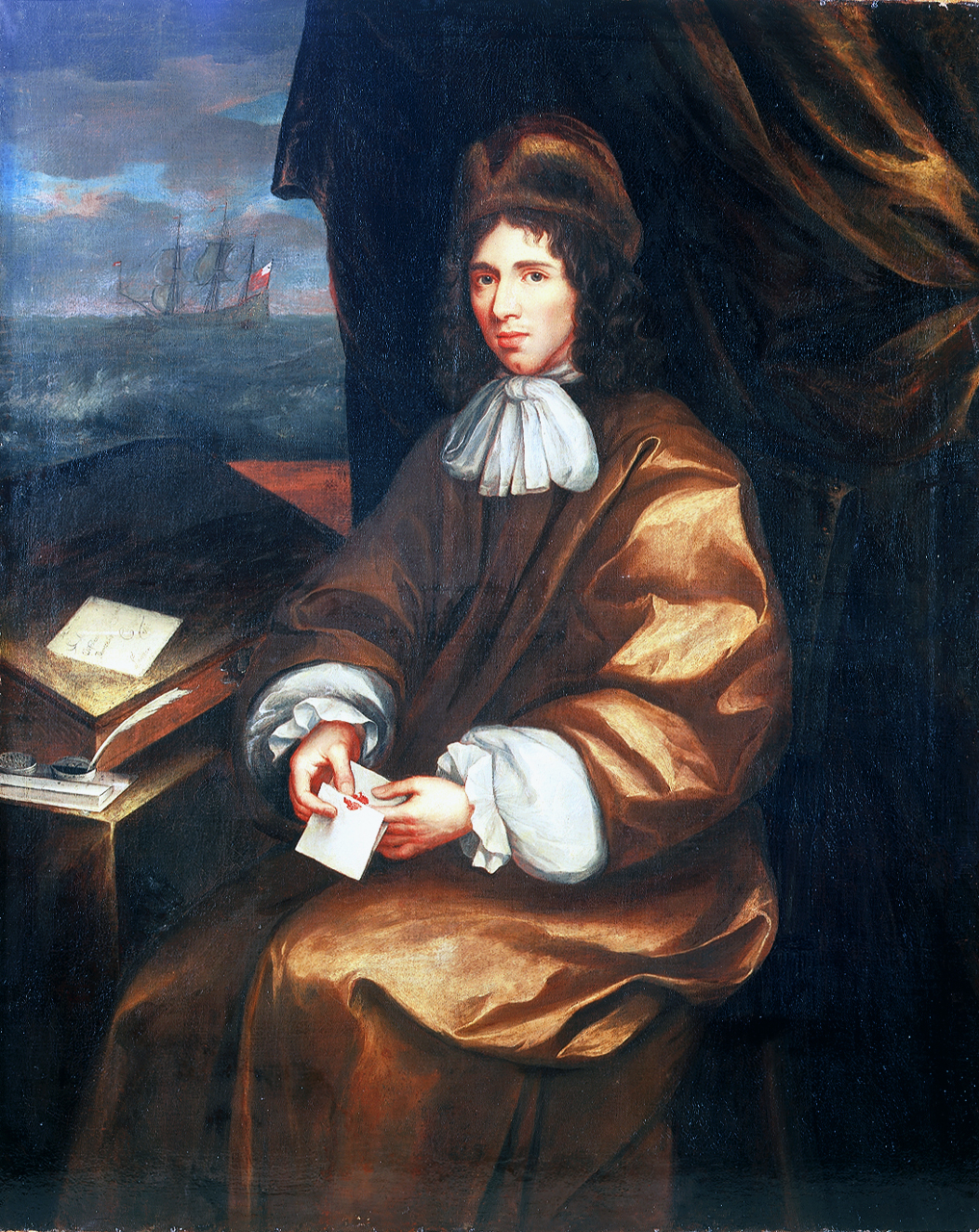
第3代ポートランド伯爵の肖像画、1664年/1665年。ロンドンの国立海洋博物館所蔵。

第3代ポートランド伯爵チャールズ・ウェストン（英語: Charles Weston, 3rd Earl of Portland、1639年5月19日 – 1665年6月3日）は、イングランド貴族。23歳のときに爵位を継承したが、わずか2年後にローストフトの海戦で戦死した。1663年までウェストン卿の儀礼称号を使用した。

## 生涯
第2代ポートランド伯爵ジェローム・ウェストンと妻フランシス（1617年3月19日 – 1694年3月17日埋葬、第3代レノックス公爵エスメ・ステュアートの娘）の息子として生まれ、1639年5月19日にウェストミンスター寺院敷地内の聖マーガレット教会で洗礼を受けた。
1656年5月6日にフランスに出国する許可を与えられた。
1663年3月17日に父が死去すると、ポートランド伯爵位を継承した。
第二次英蘭戦争で志願兵として戦列艦ロイヤル・ジェームズに乗船したが、1665年6月3日のローストフトの海戦で戦死した。生涯未婚であり、叔父トマス・ウェストンが爵位を継承した。